# Caroline Dayer
Caroline Dayer, née le 30 décembre 1978 à Sion, est une chercheuse, formatrice et écrivaine féministe suisse, spécialiste des questions de genre. Elle est connue pour sa défense des droits des personnes LGBT et intervient régulièrement dans les médias en Suisse sur les questions d'homophobie, de sexisme et de harcèlement de rue.

## Biographie
Née le 30 décembre 1978 à Sion d'un père entrepreneur dans le génie civil et d'une mère secrétaire, Caroline Dayer grandit à Hérémence avec son frère aîné. Elle reçoit une éducation égalitaire avec son frère et joue notamment au football en ligue B, au FC Vétroz,. Elle fait sa première rencontre amoureuse à 17 ans, mais ne se confie à sa mère sur le sujet que cinq ans plus tard, faisant elle-même « l'expérience solitaire et douloureuse du placard qui protège du rejet mais fait dépérir ».
Après avoir obtenu une maturité bilingue (français-allemand) de type B (latin-anglais) au collège des Creusets à Sion, Caroline Dayer entreprend des études en sciences sociales à l'Université de Genève. En 2003, elle présente un mémoire de licence intitulé De l'injure à la gay pride, quelle formation et construction de sens ? : déclinaison d'un singulier pluriel : entre le masculin et le féminin, qui lui permet d'obtenir la licence en sciences de l'éducation. Elle est également titulaire d'un diplôme études générales en sciences humaines et sociales qu'elle obtient à l'Université de Paris VIII en 2004 et d'un certificat de l'École doctorale lémanique en études genres décroché en 2008. En 2009, après le décès brutal de son père en début d'année, elle présente pour son travail de thèse une étude portant sur les questions de discrimination et d'égalité.
Elle poursuit sa formation en effectuant, en 2012, un séjour scientifique à l’École normale supérieure (ENS) et à l’École des hautes études en sciences sociales (EHESS) de Paris, sur la conception de dispositifs de formation et de politiques publiques. En 2016, elle entreprend une formation en management.
Elle enseigne 13 ans à l'Université de Genève, avant de devenir [Quand ?]experte en prévention des violences et des discriminations pour le canton de Genève. En 2020, elle est nommée experte des questions d'homophobie et de transphobie dans les lieux de formation au Secrétariat général du Département de la formation, de la jeunesse et de la culture du canton de Vaud,.
Elle intervient régulièrement dans les médias en Suisse, sur les questions d'homophobie, de sexisme et de harcèlement de rue.

Elle se marie avec sa compagne en 2023.

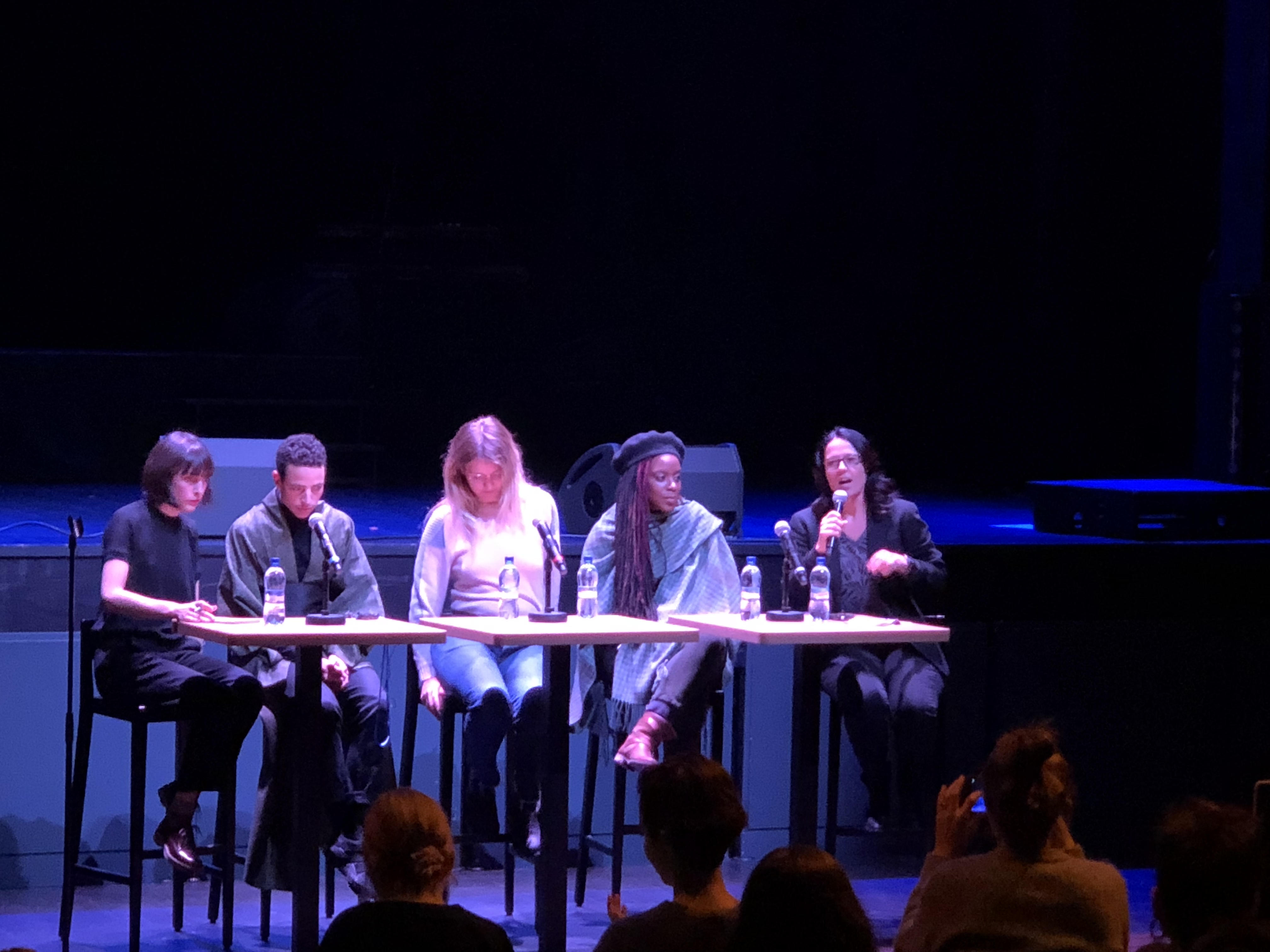
Festival Les Créatives 24 novembre 2018.

## Publications
- Construction et transformation d'une posture de recherche: examen critique de la pensée classificatoire, Saarbrücken, 2010.
- Sous les pavés, le genre : hacker le sexisme, La Tour d'Aigue, 2014[9].
- avec Maryvonne Charmillot et Marie-Noëlle Schürmans, La restitution des savoirs: un impensé des sciences sociales ? Paris, 2014.
- avec Maryvonne Charmillot et Marie-Noëlle Schürmans, Connaissance et émancipation : dualisme, tensions, politique,  Paris, 2014.
- Le pouvoir de l'injure: guide de prévention des violences et des discriminations, La Tour d'Aigues, 2017.
- Le silence tue : Face aux violences : comment (ré)agir ?, La Tour-d'Aigues, Éditions de l’Aube, 2025, 236 p. (ISBN 978-2815963312)[5].Présentation du livre Le pouvoir de l'injure.

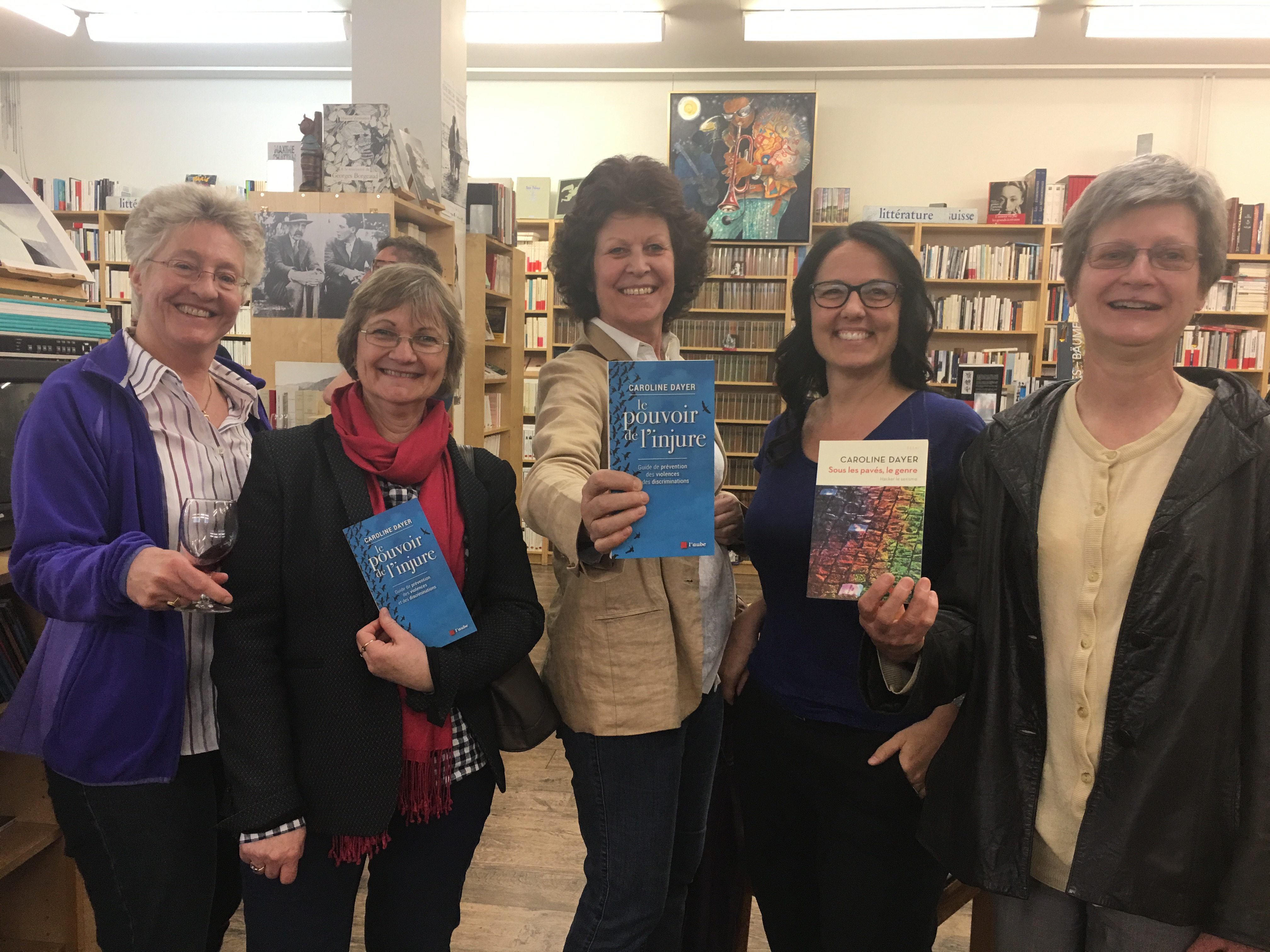
Présentation du livre Le pouvoir de l'injure.